# Levitski zakonik
Levitski zakonik (heb. ויקרא vajjikra; grč. Λευϊτικόν; lat. Leviticus) je treća knjiga Starog zavjeta i Petoknjižja, kao i židovske Tore. Kratica za ovu knjigu: Lev.

## Naziv
Hrvatski naziv preuzet je iz grčke i latinske tradicije, a označava da ova knjiga sadrži propise koji se odnose na Arona i njegove sinove, pripadnike plemena Levi, koji su vršili svećeničku službu, najprije u putujućem svetištu u pustinji, a potom i u jeruzalemskom hramu.
Hebrejski naziv ויקרא vajjikra, »i zovnu«, prva je riječ ove knjige.

## Struktura
Levitski zakonik ima šest dijelova. Prvi dio (Lev 1-7) predstavlja žrtveni obrednik, nakon kojeg slijedi opis obreda svećeničke posvete (Lev 8-10), potom propisi o čistom i nečistom (Lev 11-15), koji završavaju opisom obreda Velikog dana pomirenja, tj. Jom kippura (Lev 16). Peti dio naziva se obično »Zakon svetosti« (Lev 17-26), a zaključni, šesti dio dodatak je koji određuje uvjete otkupa osoba, životinja i dobara posvećenih Bogu (Lev 27).

## Književni sastav
U Levitskom zakoniku osobito je vidljiv utjecaj svećeničke tradicije Petoknjižja, a tekst je skoro isključivo zakonodavnog značaja i prekida pripovijedanje događaja nakon Knjige Izlaska, a prije Knjige Brojeva. Budući da je svećenička tradicija dovršena u vrijeme povratka iz babilonskog progonstva, u 6. stoljeću pr. Kr. u to se vrijeme može smjestiti najveći dio sadržaja ove biblijske knjige.

## Sadržaj Levitskog zakonika
Žrtveni obrednik (Lev 1-7) odnosi se na boravak Izraelaca u pustinji i stavljen je pod Mojsijev autoritet, kao da bi ga on napisao. Ipak, uz pokoju stariju odredbu, on je svoj konačni oblik dobio nakon povratka iz Babilonije, te donosi opise prinošenja žrtvi iz razdoblja drugog hrama (od 6. stoljeća pr. Kr.). Slično je i s obredom svećeničke posvete (Lev 8-10) koja uključuje i pomazanje svećenika prilikom preuzimanja dužnosti, a poznato je da je takvo pomazanje uvedeno tek nakon povratka iz progonstva.
Premda je svoj konačni oblik ovaj zakonik dobio nakon povratka Židova iz babilonskog progonstva, u njemu se mogu naći mnogi tragovi vrlo starih predaja, poput odredbi o zabranjenim jelima (Lev 11) i propisa o obrednoj čistoći (Lev 13-15). Ovi propisi svoje početke nalaze u praktičnim naputcima potrebnim radi izbjegavanja osobito zaraznih bolesti, no kasnije će se razviti u čitav religijski sustav i dokaz o pripadnosti određenoj vjerskoj skupini i određenom narodu.
»Zakon svetosti« (Lev 17-26) izvorno nije pripadao Petoknjižju, a u njemu se mogu naći i elementi koji zasigurno potječu iz nomadskih vremena (Lev 18), potom oni koji su iz vremena izgnanstva, kao i oni iz razdoblja nakon povratka. Ideja svetosti u židovstvu povezana je s idejom o Bogu koji je odijeljen i drugačiji, pa i oni koji su njegovi moraju na neki način odražavati tu odijeljenost, što se očituje u svetosti života.

## Ostali projekti Wikimedije
|  | Wikizvor ima izvorni tekst Levitski zakonik (Šarić) |

|  | Wikizvor ima izvorni tekst Levitik |